# Prästabygda göl
Prästabygda göl är en sjö i Älmhults kommun i Småland och ingår i Helge ås huvudavrinningsområde.